# Zlý začátek
Zlý začátek je dětská novela a první kniha v Řadě nešťastných příhod od Daniela Handlera vydaná pod pseudonymem Lemony Snicket.

## Děj
Kniha seznamuje čtenáře se třemi nedávno osiřelými sirotky Baudelairovými. Čtrnáctiletou Violet, dvanáctiletým Klausem a nemluvnětem Sunny, kteří jsou dáni do výchovy ke svému vzdálenému příbuznému, hraběti Olafovi, který se chce zmocnit dědictví, které po sobě zanechali jejich rodiče. Poté, co jim přidělí špinavou, ošklivou a nezařízenou komůrku, v níž mají bydlet, rozdělí jim úkoly. Sourozenci musí každý den obstarat veškeré domácí práce. Hrabě Olaf je neúspěšný herec. Jednoho dne sourozencům oznámí, že bude hrát velkolepou hru, ve které si zahraje také Violet, coby nevěsta. Violet nejdříve nechápe, proč to hrabě Olaf dělá. Pak ale lest se sourozenci prohlédne. Olaf si ji chce během hry vzít za právoplatnou manželku a tím získat ohromné dědictví po jejich rodičích. Nakonec se mu ale plán nezdaří a zloduch na poslední chvíli prchá pryč před spravedlností. Sourozenci tak ztrácí opatrovníka. Knížka končí tím, jak sourozenci jedou v autě pana Poea k novému opatrovníkovi.